# Marion Warden

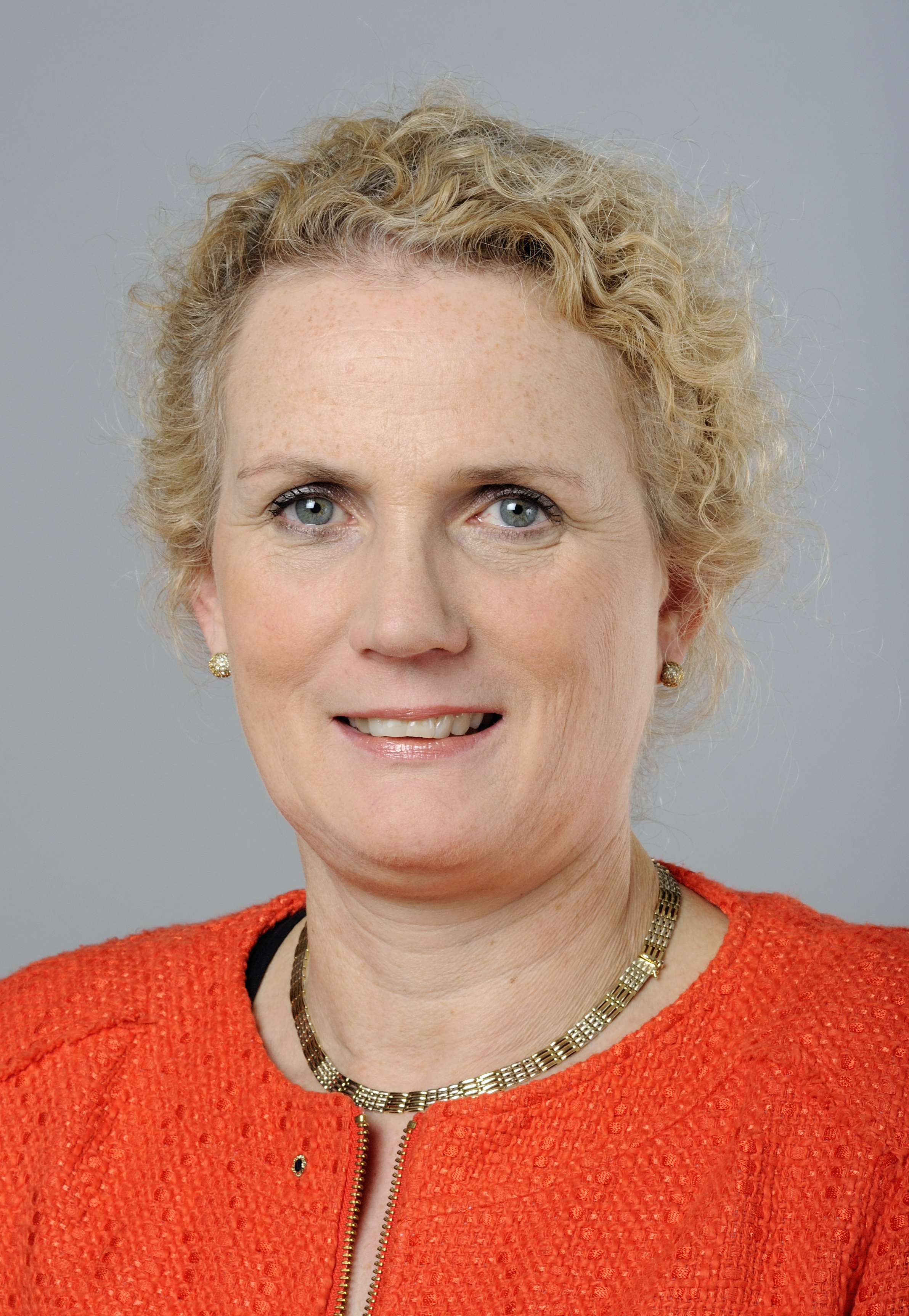
Marion Warden (2013).

Marion Warden (* 24. August 1958 in Düsseldorf) war von 2012 bis 2017 Abgeordnete (SPD) im Landtag von Nordrhein-Westfalen.

## Biografie
Marion Warden wuchs in Düsseldorf auf und schloss nach dem Abitur ein Studium als Diplom-Verwaltungswirtin ab. Sie war anschließend in der Stadtverwaltung von Monheim am Rhein beschäftigt.

## Politik
Warden trat 1975 in die SPD ein. Seit 2009 gehört sie für ihre Partei dem Rat der Stadt Düsseldorf an. Bei der Landtagswahl in Nordrhein-Westfalen 2012 errang sie ein Direktmandat im Landtagswahlkreis Düsseldorf III.